# Dólleman (geslacht)
Dólleman (ook: Thierry de Bye Dólleman) is de naam van een Nederlands geslacht dat bestuurders in Heemstede en diplomaten voortbracht.

## Geschiedenis
De bewezen stamreeks begint met Willem Simon Aerntsz. die in 1534 als schepen in de banne van Westzaan genoemd wordt. Ook zijn zoon, Jacob Willem Simon Aerntsz. wordt daar vermeld als schepen. Zijn kleinzoon, Jacob Claesz. (ca. 1585-1658) werd prediker van de Doopsgezinde gemeente. Een nazaat van hem, Willem Dólleman (1724-1800) werd schout en secretaris van Heemstede, Rietwijk en Rietwijkeroord en enkele generaties bekleedden nazaten die functie.
In 1847 trouwde Jan Philip Dólleman (1842-1891) met Henriette Louise Thierry de Bye (1874-1914), lid van de familie De Bye en laatste naamdrager van die tak van de familie. Hun zoon Alexander Edmund verkreeg bij Koninklijk Besluit van 1905 naamswijziging in Thierry de Bye Dólleman en werd de stamvader van deze tak die met zijn zoon Michiel in 1994 in mannelijke lijn uitstierf.
De familie werd in 1913 opgenomen in het Nederland's Patriciaat, heropnames volgden in 1919 en 1987.

## Enkele telgen
Willem Dólleman (1724-1800), schout en secretaris van Heemstede, Rietwijk en Rietwijkeroord
- Jan Dólleman (1756-1810), schout en secretaris van Heemstede
  - Willem Anthonie Dólleman (1792-1864), schout en secretaris van Heemstede, lid provinciale staten van Noord-Holland
  - Jan Dólleman (1810-1878), notaris te Heemstede, burgemeester van Heemstede en Berkenrode
    - Fredrik Hendrik Dólleman (1840-1885), notaris te Heemstede
      - Fredrik Hendrik "Fritz" Dólleman (1876-1933), landbouwer in Argentinië en Hongarije, tevens militair en voetballer (HFC)
        - mr. dr. János (zich noemende John) Dólleman (1925-1981), ambassadeur te Peking

      - Willem Anthonie Dólleman (1877-1931), notaris te IJmuiden
        - Fredrik Hendrik Dólleman (1912-1987)
          - drs. Willem Anthonie Dólleman (1938), diplomaat, onder andere adjunct-permanent vertegenwoordiger bij de Organisatie voor Economische Samenwerking en Ontwikkeling (OESO)

        - Ernestine Marie Pauline Dólleman (1917-2009), trouwde in 1939 met Joost Bernard Haverkorn van Rijsewijk (1905-1982), ambassadeur, laatstelijk te Boekarest

      - Louise Henriette Dólleman (1880-1969), Nederlands tenniskampioene (1905, 1907)
      - Emilie Elize Christine Dólleman (1884-1981),  Nederlands tenniskampioene (1904)

    - Jan Philip Dólleman (1842-1891), secretaris en burgemeester van Heemstede en Bennebroek; trouwde in 1874 met Henriette Louise Thierry de Bye (1847-1914), textielkunstenares, laatste naamdrager van die tak van de familie, lid van de familie De Bye
      - Alexander Edmond Thierry de Bye Dólleman (1877-1948), verkreeg bij KB van 1905 naamswijziging in Thierry de Bye Dólleman
        - Michiel Thierry de Bye Dólleman (1908-1994), filatelistisch expert, publicist op genealogisch gebied, laatste mannelijke telg met de naam Thierry de Bye Dólleman

      - Elisabeth Cecilia Jacoba Dólleman (1879-1955); trouwde in 1912 met Pieter ridder Smidt van Gelder (1878-1956), directeur Vereenigde Koninklijke Papierfabrieken der firma Van Gelder Zonen, kunstverzamelaar en mecenas, oprichter van Museum Ridder Smidt van Gelder, in 1949 genaturaliseerd tot Belg, verheven in de (erfelijke) Belgische adel op 15 oktober 1954 met de persoonlijke titel van ridder, telg uit het geslacht Van Gelder

Geslachten die opgenomen zijn in het sinds 1910 verschijnende genealogische naslagwerk Nederland's Patriciaat. Lijst volgens opgave van het CBG Centrum voor familiegeschiedenis.
A · B · C · D · E · F · G · H · I · J · K · L · M · N · O · P · Q · R · S · T · U · V · W · Y · Z